# Campoplex laricis
Campoplex laricis là một loài tò vò trong họ Ichneumonidae.